# Vesna
Vesna ist ein weiblicher Vorname, der häufig bei Jugoslawen vorkommt. Der Name ist slawischen Ursprungs und bedeutet „die Jugend“ oder „die Gottheit des Frühlings“. In der slawischen Mythologie ist Vesna die Frühlingsgöttin.

## Namensträgerinnen
- Vesna Acevska (* 1952), mazedonische Dichterin, Autorin und Übersetzerin
- Vesna Medenica (* 1957), montenegrinische Richterin
- Vesna Fabjan (* 1985), slowenische Skilangläuferin
- Vesna Parun (1922–2010), kroatische Schriftstellerin
- Vesna Pisarović (* 1978), kroatische Sängerin und Komponistin
- Vesna Rožič (1987–2013), slowenische Schachspielerin
- Vesna Schuster (* 1974), österreichische Politikerin (FPÖ)
- Vesna Vulović (1950–2016), jugoslawisch-serbische Stewardess
- Vesna Zmijanac (* 1957), serbische Folk-Sängerin

## Sonstige Verwendungen
- VESNA – zelena stranka, eine grüne Partei in Slowenien
- Vesna (Band), tschechische Folkpop-Band